# Jean-Samuel Curtet
Pour les articles homonymes, voir Curtet.
Jean-Samuel Curtet, né le 3 octobre 1932 à Agiez-sur-Orbe et mort le 29 août 2019, est un écrivain, dramaturge, poète, enseignant et bellettrien vaudois.

## Biographie
Jean-Samuel Curtet passe son enfance et son adolescence à Lausanne. Après avoir obtenu une licence ès lettres, il se consacre à l'enseignement. 
On lui doit des traductions du grec, notamment d'Eschyle et de Paul le Silentiaire. 
Il commence par écrire pour le théâtre Le soldat fanfaron, Les sept contre Thèbes, Le dieu dans la jarre, Agamemnon. Ce n'est que fort tard qu'il se consacre à la poésie. Il publie alors plusieurs recueils, dont La parole désir et le silence orgasme, La gare de Donauwörth, et Équateur en lambeaux de mémoires. 
Il publie également aux éditions de L'Aire Épigrammes amoureuses de l'Anthologie palatine (Éditions de L'Aire, Vevey, 1993), librement traduites du grec. 
Il collabore également avec des musiciens tels que Édouard Garo, André Zumbach et José Barrense-Dias. Jean-Samuel Curtet a enseigné à Nyon de 1955 à 1992 (collège secondaire et gymnase).

## Sources
- « Jean-Samuel Curtet », sur la base de données des personnalités vaudoises sur la plateforme « Patrinum » de la Bibliothèque cantonale et universitaire de Lausanne.
- Anne-Lise Delacrétaz, Daniel Maggetti, Écrivaines et écrivains d'aujourd'hui, p. 78-79
- Alain Nicollier, Henri-Charles Dahlem, Dictionnaire des écrivains suisses d'expression française, vol. 1, p. 300-301
- A D S - Autorinnen und Autoren der Schweiz - Autrices et Auteurs de Suisse - Autrici ed Autori della Svizzera
- Jean-Samuel Curtet - Antre Ciel éther